# Rogelio Livieres Plano
Rogelio Livieres Plano (ur. 30 sierpnia 1945 w Corrientes, zm. 14 sierpnia 2015 w Buenos Aires) – argentyński kapłan Opus Dei, biskup Ciudad del Este w latach 2004-2014.

## Życiorys
15 sierpnia 1978 roku został wyświęcony na kapłana jako członek prałatury Opus Dei. Przez wiele lat pracował na terenie Buenos Aires, był także kapelanem uniwersytetu Ykuá w Asunción.
12 lipca 2004 roku mianowany na biskupa diecezji Ciudad del Este, 3 października 2004 roku otrzymał święcenia biskupie. 25 września 2014 roku został usunięty z urzędu. Zmarł 14 sierpnia 2015 roku w Buenos Aires.